# Callicostella gabonensis
Callicostella gabonensis är en bladmossart som beskrevs av Brotherus och Potier de la Varde 1925. Callicostella gabonensis ingår i släktet Callicostella och familjen Hookeriaceae. Inga underarter finns listade i Catalogue of Life.